# Хазарский район
Хазарский район (азерб. Xəzər rayonu) — один из 12 административных районов города Баку, состоящий из 12 муниципалитетов.

## История
Район был образован в 1921 году и назывался Артёмовским. 3 декабря 1959 года к нему был присоединён Дзержинский район. В 1960 году был переименован в честь одного из «26 бакинских комиссаров» Мешади Азизбекова в Азизбековский. В 2010 году район был переименован в Хазарский.

## Население
По всесоюзной переписи населения 1989 года в Хазарском районе проживало 114 499 человека. Согласно статистическим данным января 2008 года население Хазарского района составляло 124 800 человек. В 2019 году население района составляло 166 487 человек.
В состав района входят 8 посёлков:
- Мардакан (24 965 чел.)
- Шувелан (19 362 чел.)
- Бина (56 928 чел.)
- Бузовна (31 799 чел.)
- Кала (4 901 чел.)
- Зира (12 316 чел.)
- Тюркан (12 375 чел.)
- Шаган (3 554 чел.)

## Экономика
В районе расположены и действуют 18 крупных промышленных предприятий, 1 электрическая станция, Международный Аэропорт имени Гейдара Алиева, 4 Автомобильных транспортных управления, Нефтяной морской флот, 2 коммуникационных предприятия: 24 филиала телефонных узлов. Помимо всего этого в районе имеются около 60 частных фирм, акционерных обществ и до 2 тыс. владельцев. В целях улучшения газоснабжения населения были протянуты 21 км газопроводов, в целях улучшения водоснабжения в посёлки Мардакян, Шувелан и Бина были протянуты 45 км новых водопроводов.

## Культура

### Религиозные общины
Список религиозных общин на территории Хазарского района, зарегистрированных Государственным Комитетом Азербайджанской Республики по Работе с Религиозными Образованиями:
- Религиозная община мечети «Мешади Казим» посёлка Бина

## Главы
Первые секретари районного комитета партии:
- Халил Мамедов (1951—1952)
- Саттар Джаббаров (1954—1964)
- Исмаил Ширинов (1964 — ?)
- Ниязи Наджафов (1971 — 1991)

С 1991:
- Акшин Рустамов (? — 27 июля 1992)[6]
- Гаджи Амирулла Дадашзаде (27 июля 1992 — 18 апреля 1993)[6][7]
- Исмихан Фараджов (18 апреля 1993 — 25 января 1995)[7][8]
- Гюльага Исламов[азерб.] (25 января 1995 — 21 декабря 2018)[9][10]
- Эльшан Салахов (с 5 февраля 2019)[11]